# Déchéance professionnelle
En France, la déchéance professionnelle est une mesure de sanction juridique qui interdit à un individu condamné d'exercer une activité professionnelle. Elle peut être appliquée en complément d'une peine principale, ou en tant que peine accessoire. Cette mesure vise à protéger le public en empêchant une personne jugée inapte de continuer à exercer certaines responsabilités professionnelles. Elle s'appuie entre autres sur le droit pénal français, ainsi que sur le Code de procédure pénale français.

## Définition
La déchéance professionnelle consiste à priver un individu de son droit d'exercer sa profession à la suite d'une condamnation pénale. Elle peut être prononcée par une juridiction compétente lorsque les faits reprochés le justifient. Elle peut également être établie de facto pour certaines professions comme, par exemple dans la sécurité privée (une personne qui a une condamnation figurant au bulletin B2 de son casier judiciaire ne peut effectivement plus exercer cette profession).

## Disparition des peines accessoires
Avec la réforme du code pénal, les peines accessoires ont été supprimées. Cependant, la déchéance professionnelle peut toujours être appliquée, entre autres, si elle est expressément décidée par la juridiction. La réforme visait à simplifier et à clarifier le régime des sanctions pénales, tout en laissant aux juges la possibilité de prononcer des interdictions professionnelles lorsque cela est nécessaire.

## Portée de la mesure
La portée de la déchéance professionnelle est limitée aux dispositions du code pénal. La mesure peut être transitoire (de durée limitée) ou permanente. Des textes législatifs peuvent prévoir des déchéances professionnelles comme peines accessoires, sous réserve d'une décision judiciaire. La mesure s'applique uniquement aux professions spécifiées dans le jugement de condamnation, telles que la conduite de véhicules, et notamment à des professions règlementées : médecins, pharmaciens, chirurgiens-dentistes, avocats, notaires, etc.

## Procédure
Le Code de procédure pénale français fixe les conditions dans lesquelles la déchéance professionnelle peut être relevée en tout ou en partie par le jugement de condamnation ou ultérieurement. Le juge peut déterminer la durée de la déchéance et les modalités de réhabilitation, le cas échéant.
Outre l'autorité judiciaire, les textes de loi peuvent également prononcer in concreto des mesures qui peuvent se rapprocher de la déchéance professionnelle. On peut noter par exemple l'article R79 du nouveau Code de procédure civile qui permet aux employeurs la consultation directe de certains bulletins du casier judiciaire pour les candidats à leur recrutement. C'est le cas notamment des métiers liés à l'enfance, aller à l'aéroportuaire, à la santé, et au transport des personnes entre autres.